# 滋賀県立彦根工業高等学校
滋賀県立彦根工業高等学校（しがけんりつ ひこねこうぎょうこうとうがっこう）は、滋賀県彦根市南川瀬町に所在する公立の工業高等学校である。略称は「彦工」（げんこう）。県内工業高校では一番北だが、彦根市内では一番南の高校である。

## 設置学科
全日制課程
- 機械科
- 電気科
- 建設科[1]

定時制
- 機械科（夜間）

## 沿革
- 1920年 - 滋賀県立彦根工業学校開校(現・滋賀県立彦根翔西館高等学校の敷地)、色染科・紡織科（全日制）を設置
- 1936年 - 建築科（全日制）を設置
- 1939年 - 機械科・応用化学科（全日制）、第二本科に機械科・応用化学科（定時制）を設置
- 1940年 - 第二本科に建築科（定時制）を設置
- 1943年 - 色染科（全日制）を廃止
- 1944年 - 紡織科（全日制）を廃止
- 1944年 - 第二本科を滋賀県立第二彦根工業学校に改称、建築科・機械科・工業化学科（定時制）を設置
- 1946年 - 紡織科・色染科（全日制）を再設置
- 1948年 - 学制改革により滋賀県立彦根南高等学校に改称
- 1948年 - 建築科・機械科・工業化学科・色染科・紡織科（全日制）、建築科・機械科・工業化学科（定時制）を設置
- 1948年 - 併設県立中学校開校
- 1949年 - 滋賀県立彦根高等学校南校舎に改称（のち東校舎は彦根東、西校舎は彦根西となる）
- 1952年 - 滋賀県立短期大学附属工業高等学校に改称、色染科・紡織科（全日制）を廃止
- 1958年 - 土木科（全日制）を設置
- 1960年 - 滋賀県立短期大学附属彦根工業高等学校に改称
- 1963年 - 電気科（全日制）を設置
- 1967年 - 滋賀県立彦根工業高等学校に改称
- 1968年 - 工業化学科を廃止
- 1970年 - 創立50周年・校舎を南川瀬町に移転(9月)
- 1974年 - 情報技術科（全日制）を設置
- 1992年 - 設備システム科（全日制）を設置、土木科を都市工学科（全日制）に改称、建築科を廃止
- 1995年 - 建築科（定時制）を廃止
- 2000年 - 工業化学科を環境化学科（全日制）に改称、創立80周年
- 2005年 - 文部科学省のIT人材育成プロジェクト研究指定校に認定。同年4月1日より建築科と設備システム科を統合、建築・設備科とし、建築コース、設備コースを設置。
- 2011年 - 建築・設備科と都市工学科を統合、建設科を設置。
- 2014年 - 情報技術科、環境化学科廃止、情報技術科は電気科情報系へ移行した。
- 2020年 - 創立100周年
- 2021年 - 近畿地方初のマイスターハイスクール認定校となった。
- 2023年 - 彦根工業高校公式キャラクター校内で募集開始。
- 2024年 - 過半数の生徒や先生の応募で彦根工業高校公式キャラクター「ゲンちゃん」誕生。2024年の彦工生が作ったゲンちゃんの飛び出し坊やが校舎外のあちこちにある。現在設置されているのは体育館付近､昇降口付近､玄関、自転車庫入り口、避難看板などである。一般の人はほとんど見れないが、避難看板と自転車庫入り口のゲンちゃんは外から見える。

## 校訓
剛健和協
- 心身の協和的な発達を促進するとともに、基礎・基本を重視し、自己教育力の育成を図る。
- 社会の有為な形成者を目指し、全教育活動を通じて生徒一人ひとりを深く理解し、真理と正義を愛する豊かな人間性を育む教育の充実に努める。
- 平和な国際社会に貢献しうる工業人として専門知識・技術を練磨し、科学的創造性および勤労の精神の啓発を図る。

## 校歌の由来
当時の校長だった歌崎雄治が、「荒城の月」の作者として有名な土井晩翠の「天地有情」という作品の大ファンだった。そのため「校歌をぜひ土井晩翠さんに作って欲しい」と懇願し、作詞：土井晩翠、作曲：外山國彦という彦根工業高等学校歌が誕生した。

## 進路
- 主に理工学系統の私立大学・短期大学・高等専門学校・専門学校に47%の生徒が進学する。
- 53%の生徒が就職する。毎年、就職希望者の95%以上の生徒が地元企業に内定している。

## アクセス
- JR琵琶湖線 河瀬駅下車 徒歩約10分

## 著名な卒業生
- 藤木てるみ -（漫画家）
- 深尾吉英 -（バレーボール選手）
- 大木ひびき -（漫才師）